# Авария DHC-6 в Непале
Рейс 555 Nepal Airlines был коротким внутренним регулярным рейсом  из аэропорта Покхары в Джомсом продолжительностью около 20 минут, выполнявшимся авиакомпанией Nepal Airlines. 16 мая 2013 года de Havilland Canada DHC-6 Twin Otter, выполнявший этот рейс, совершил аварийную посадку в аэропорту г. Джомсом. Семь из 21 пассажира на борту получили серьёзные травмы. Самолёт значительно повреждён и списан.

## Расследование
По сообщениям полиции сразу после касания полосы самолёт свернул вправо и упал с 20-метрового обрыва в р. Нараяни. Носовая часть фюзеляжа разрушена, а хвост не пострадал. Левое крыло после аварии оказалось под водой.

## Участники происшествия
| Национальность | Пассажиры | Экипаж | Травмированные |
| -------------- | --------- | ------ | -------------- |
| Непал          | 10        | 3      | 5              |
| Япония         | 8         | 0      | 2              |
| Всего          | 18        | 3      | 7              |

## Влияние на авиакомпанию
Авария оставила Nepal Airlines всего с двумя работоспособными самолётами для внутренних перелётов. Авиакомпания заявила, что планирует замену двигателей на трёх других самолётах той же модели, которые в настоящее время выведены из эксплуатации, но это займёт не менее пяти месяцев. Ожидается, что авиакомпания потеряет значительную долю рынка.